# Ficción política
La ficción política emplea la narrativa para comentar eventos, sistemas y teorías políticas. Las obras de ficción política, como las novelas políticas, a menudo "critican directamente una sociedad existente o presentan una realidad alternativa, incluso fantástica". La novela política se superpone con la novela social, la novela proletaria y la ciencia ficción social.
La República de Platón, un diálogo socrático escrito alrededor del 380 a. C., ha sido una de las obras de filosofía y teoría política más influyentes del mundo, tanto intelectual como históricamente. La República se ocupa de la justicia, el orden y el carácter de la ciudad-estado justa y del hombre justo. Otras obras influyentes de temática política incluyen Utopía de Tomás Moro (1516), Los viajes de Gulliver de Jonathan Swift (1726), Cándido de Voltaire (1759) y La cabaña del tío Tom de Harriet Beecher Stowe (1852).
La ficción política emplea con frecuencia la sátira, a menudo en los géneros utópico y distópico. Esto incluye distopías totalitarias de principios del siglo XX, como El talón de hierro de Jack London, la obra de Sinclair Lewis Eso no puede pasar aquí y 1984 de George Orwell.

## Sátira política
Las obras del dramaturgo griego Aristófanes son conocidas por su sátira política y social, particularmente en su crítica del poderoso general ateniense Cleón, en obras como Los caballeros. Aristófanes también se destaca por la persecución que sufrió. Las obras de Aristófanes giraban en torno a imágenes de inmundicia y enfermedad.[9] Su estilo obsceno fue adoptado por el dramaturgo y comediante griego Menandro, cuya primera obra, Methe ("La embriaguez"), contiene un ataque al político Calimedón.
Una modesta proposición de Jonathan Swift (1729) es un ensayo satírico juvenaliano del siglo XVIII en el que sugiere que los irlandeses empobrecidos podrían aliviar sus problemas económicos vendiendo a sus hijos como alimento para damas y caballeros ricos. La hipérbole satírica se burla de las actitudes despiadadas hacia los pobres, así como de la política británica hacia los irlandeses en general.
Rebelión en la granja de George Orwell (1945) es una novela corta alegórica y distópica que satiriza la Revolución Rusa de 1917 y la era estalinista de la Unión Soviética. Orwell, un socialista democrático, era un crítico de Stalin y hostil al estalinismo, actitud que había sido moldeada por sus experiencias durante la Guerra civil española. Él creía que la Unión Soviética se había convertido en una dictadura brutal, construida sobre un culto a la personalidad y reforzada por un reino de terror. Orwell describió su Rebelión en la granja como "un cuento satírico contra Stalin",[13] y en su ensayo "Por qué escribo" (1946) escribió que fue el primer libro en el que intentó, con plena conciencia de lo que estaba haciendo. haciendo, "fusionar el propósito político y el propósito artístico en un todo".
El trabajo más famoso de Orwell, sin embargo, es 1984 (publicado en 1949), muchos de cuyos términos y conceptos, como Gran Hermano, doblepensar, crimental, neolengua, habitación 101, telepantalla, 2 + 2 = 5 y agujero de la memoria, han entrado en uso común. 1984 popularizó el adjetivo orwelliano, que describe el engaño oficial, la vigilancia secreta y la manipulación de la historia registrada por un estado totalitario o autoritario.

## SigloXVI
La obra del poeta Jan Kochanowski La despedida de los enviados griegos (1578), la primera tragedia escrita en lengua polaca, relata un incidente que condujo a la guerra de Troya. Su tema de las responsabilidades del arte de gobernar resuena hasta el día de hoy.
El libro Utopía (1516), escrito por Tomás Moro, habla sobre la historia de un mundo diferente en comparación con el que viven. El personaje Tomás Moro es enviado por el rey Enrique VIII de Inglaterra para negociar el comercio de lana inglesa. Allí conoce a un hombre llamado Raphael Hythloday. Es un hombre que ha estado en la isla de Utopía. Le explica a Moro cómo toda su filosofía es encontrar la felicidad y cómo todos viven colectivamente compartiendo todo lo que tienen; son una sociedad donde el dinero no existe, muy diferente a cómo funcionaba Inglaterra.

## SigloXVIII
La comedia política El regreso del diputado (1790), de Julian Ursyn Niemcewicz (poeta, dramaturgo, estadista y compañero de armas polaco de Tadeusz Kościuszko) fue escrita en unas dos semanas mientras Niemcewicz se desempeñaba como diputado en el histórico Sejm de 1788-1792. El estreno de la comedia en enero de 1791 fue un enorme éxito, lo que provocó un amplio debate, comunicados reales y correspondencia diplomática. Como esperaba Niemcewicz, sentó las bases para la aprobación de la Constitución del 3 de mayo de 1791, que se considera la primera constitución nacional escrita moderna de Europa y la segunda del mundo, tras la Constitución de los Estados Unidos implementada dos años antes. La comedia enfrenta a los defensores con los opositores de las reformas políticas: de abolir la desestabilizadora elección libre de los reyes de Polonia; de abolir el liberum veto, considerado legislativamente destructivo; de otorgar mayores derechos a los campesinos y pobladores; de frenar los privilegios de la clase noble mayoritariamente interesada en sí misma; y de promover un papel más activo de Polonia en los asuntos internacionales, con el interés de detener las depredaciones de los vecinos polacos: Rusia, Prusia y Austria (que en 1795 completarán el desmembramiento de la mancomunidad polacolituana). El interés romántico lo proporciona una rivalidad entre un reformador y un conservador por la mano de una joven, que gana el proponente de las reformas.

## SigloXIX
Un ejemplo temprano de la novela política es Los novios (1827) de Alessandro Manzoni, una novela histórica italiana. Ambientada en el norte de Italia en 1628, durante los años opresivos del dominio español directo, a veces se ha visto como un ataque velado al Imperio austríaco, que controlaba Italia en el momento en que se escribió la novela. Ha sido llamada la novela más famosa y más leída en lengua italiana.
En la década de 1840, el político británico Benjamin Disraeli escribió una trilogía de novelas con temas políticos. Con Coningsby; or, The New Generation (1844), Disraeli, en opinión del historiador Robert Blake, "infundió al género de la novela una sensibilidad política, defendiendo la creencia de que el futuro de Inglaterra como potencia mundial no dependía de la vieja guardia complaciente, sino de la juventud, políticos idealistas". Coningsby fue seguido por Sybil; o Las dos naciones (1845), otra novela política menos idealista y más clara que Coningsby; las "dos naciones" de su subtítulo se referían a la enorme brecha económica y social entre unos pocos privilegiados y las clases trabajadoras desfavorecidas. La última de la trilogía de novelas políticas de Disraeli, Tancred; or, The New Crusade (1847), promovió el papel de la Iglesia de Inglaterra en la reactivación de la espiritualidad de Gran Bretaña.
Iván Turguénev escribió Padres e hijos (1862) como respuesta al creciente cisma cultural que vio entre los liberales rusos de las décadas de 1830 y 1840 y el creciente movimiento nihilista ruso entre sus hijos. Tanto los nihilistas como los liberales de la década de 1830 buscaron un cambio social basado en Occidente en Rusia. Además, estos dos modos de pensamiento se contrastaron con los eslavófilos, quienes creían que el camino de Rusia estaba en su espiritualidad tradicional. La novela de Turguénev fue responsable de popularizar el uso del término "nihilismo", que se volvió ampliamente utilizado después de la publicación de la novela.
La novela del escritor polaco Bolesław Prus, Faraón (1895), está ambientada en el Egipto de 1087 a 85 a. C., cuando ese país experimenta tensiones internas y amenazas externas que culminarán con la caída de su Dinastía XX y el Reino Nuevo. El joven protagonista Ramsés se entera de que aquellos que desafiarían los poderes exstablecidos son vulnerables a la cooptación, la seducción, el soborno, la difamación, la intimidación y el asesinato. Quizás la principal lección, absorbida tardíamente por Ramsés como faraón, es la importancia, para el poder, del conocimiento. La visión de Prus de la caída de una civilización antigua deriva parte de su poder de la conciencia íntima del autor de la desaparición final de la República de las Dos Naciones en 1795, un siglo antes de que completara Faraón. Esta es una conciencia política que Prus compartió con su compatriota novelista Joseph Conrad, quien era un admirador de los escritos de Prus. Faraón ha sido traducido a 20 idiomas y adaptado como una película polaca de 1966. También se sabe que fue el libro favorito de Stalin.

## SigloXX
Joseph Conrad escribió varias novelas con temas políticos: Nostromo (1904), El agente secreto (1907) y Under Western Eyes (1911). Nostromo (1904) se desarrolla en medio de la agitación política en el ficticio país sudamericano de Costaguana, donde un estibador descendiente de italianos de confianza, Giovanni Battista Fidanza, el epónimo de la novela "Nostromo" ("nuestro hombre" en italiano), es instruido por el propietario anglodescendiente de la mina de plata, Charles Gould, para llevar su plata al extranjero para que no caiga en manos de los revolucionarios. El papel de la política es primordial en El agente secreto, ya que el personaje principal, Verloc, trabaja para una organización cuasipolítica. El complot para destruir el Observatorio de Greenwich es en sí mismo anarquista. Vladimir afirma que el bombardeo "debe ser puramente destructivo" y que los anarquistas que serán implicados como artífices de la explosión "deberían dejar claro que [ellos] están perfectamente decididos a hacer un barrido total de toda la creación social". Sin embargo, la forma política del anarquismo se controla en última instancia en la novela: el único acto supuestamente motivado políticamente está orquestado por una agencia secreta del gobierno. La tercera novela política de Conrad, Under Western Eyes, está conectada con la historia rusa. Su primera audiencia lo leyó con el telón de fondo de la fallida revolución de 1905 y a la sombra de los movimientos e impulsos que tomarían cuerpo como las revoluciones de 1917. La novela anterior de Conrad, El corazón de las tinieblas (1899), también tuvo implicaciones políticas, en su descripción de las depredaciones coloniales europeas en África, que Conrad presenció durante su empleo en el Congo Belga.
La novela de John Steinbeck Las uvas de la ira (1939) es una descripción de la difícil situación de los pobres. Sin embargo, algunos contemporáneos de Steinbeck atacaron sus puntos de vista sociales y políticos. Bryan Cordyack escribe: "Steinbeck fue atacado como propagandista y socialista tanto desde la izquierda como desde la derecha del espectro político. El más ferviente de estos ataques provino de Associated Farmers of California; estaban disgustados con la descripción del libro de las actitudes y la conducta de los agricultores de California hacia los inmigrantes. Denunciaron el libro como un 'paquete de mentiras' y lo etiquetaron como 'propaganda comunista'". Algunos acusaron a Steinbeck de exagerar las condiciones del campamento para hacer un punto político. Steinbeck había visitado los campos mucho antes de la publicación de la novela y argumentó que su naturaleza inhumana destruyó el espíritu de los colonos.
El americano tranquilo (1955), del novelista inglés Graham Greene, cuestiona los fundamentos de la creciente participación estadounidense en Vietnam en la década de 1950. La novela ha recibido mucha atención debido a su predicción del resultado de la Guerra de Vietnam y de la posterior política exterior estadounidense desde la década de 1950. Graham Greene retrata a un funcionario estadounidense llamado Pyle tan cegado por el excepcionalismo estadounidense que no puede ver las calamidades que lleva a los vietnamitas. El libro utiliza las experiencias de Greene como corresponsal de guerra de The Times y Le Figaro en la Indochina francesa entre 1951 y 1954.
The Gay Place (1961) es un conjunto de novelas de temática política con tramas y personajes entrelazados del autor estadounidense Billy Lee Brammer. Ambientada en un estado sin nombre idéntico a Texas, cada novela tiene un protagonista diferente: Roy Sherwood, miembro de la legislatura estatal; Neil Christiansen, el senador júnior del estado; y Jay McGown, el redactor de discursos del gobernador. El propio gobernador, Arthur Fenstemaker, un avezado político (se dice que el personaje se basaba en el mentor de Brammer, Lyndon Johnson) es la figura dominante en todo momento. El libro también incluye personajes basados en Brammer, su esposa Nadine, la esposa de Johnson, Ladybird, y su hermano Sam Houston Johnson. El libro ha sido ampliamente aclamado como una de las mejores novelas políticas estadounidenses jamás escritas.

## SigloXXI
Desde el año 2000, ha habido una oleada de literatura sobre migrantes transatlánticos en francés, español e inglés, con nuevas narrativas sobre temas políticos relacionados con la deuda global, los abusos laborales, la migración masiva y las crisis ambientales en el Sur Global. La ficción política de novelistas contemporáneos del Caribe, África subsahariana y América Latina desafía directamente el liderazgo político, el racismo sistémico y los sistemas económicos. Fatou Diome, una inmigrante senegalesa que vive en Francia desde la década de 1990, escribe ficción política sobre sus experiencias en las poco acogedoras fronteras de Francia, dominadas por la cultura cristiana blanca. La obra de la autora guadalupeña Maryse Condé también aborda el colonialismo y la opresión; sus títulos más conocidos son Ségou (1984) y Ségou II (1985). Ambientadas en la histórica Segou (ahora parte de Malí), las novelas examinan los legados violentos de la trata de esclavos, el Islam, el cristianismo y la colonización (de 1797 a 1860). Audaz crítica de la presidencia de Nicolas Sarkozy, la novelista francesa Marie Ndiayes ganó el Premio Goncourt por "Tres mujeres fuertes" (2009) sobre el control del patriarcado.

## Novela proletaria
La novela proletaria está escrita por trabajadores, principalmente para otros trabajadores. Se superpone y, a veces, es sinónimo de novela de clase trabajadora, novela socialista, novela social (también novela de problemas o novela sociológica), novela de propaganda o tesis, y novela de realismo socialista. La intención de los escritores de literatura proletaria es sacar a los trabajadores de los barrios marginales inspirándolos a abrazar las posibilidades del cambio social o de una revolución política. Como tal, es una forma de ficción política.

## Novela social
Un tipo de novela estrechamente relacionado, que a menudo tiene una dimensión política, es la novela social, también conocida como novela de "problemas sociales" o de "protesta social", una "obra de ficción en la que un problema social prevaleciente, como prejuicio de género, raza o clase, se dramatiza a través de su efecto sobre los personajes de una novela". Ejemplos más específicos de problemas sociales que se abordan en dichos trabajos incluyen la pobreza, las condiciones laborales en fábricas y minas, la difícil situación del trabajo infantil, la violencia contra las mujeres, el aumento de la criminalidad y las epidemias causadas por el hacinamiento y las malas condiciones sanitarias en las ciudades.
Charles Dickens fue un feroz crítico de la pobreza y la estratificación social de la sociedad victoriana. Karl Marx afirmó que Dickens "emitió al mundo más verdades políticas y sociales de las que han dicho todos los políticos profesionales, publicistas y moralistas juntos". Por otro lado, George Orwell, en su ensayo sobre Dickens, escribió: "No hay ninguna señal clara de que él quiera que se derroque el orden existente, o que crea que cambiaría mucho si fuera derrocado. Porque en realidad su objetivo no es tanto la sociedad como la 'naturaleza humana'".
La segunda novela de Dickens, Oliver Twist (1839), sorprendió a los lectores con sus imágenes de pobreza y crimen: destruyó las polémicas de la clase media sobre los criminales, haciendo imposible cualquier pretensión de ignorancia sobre lo que implicaba la pobreza. Tiempos difíciles (1854) de Charles Dickens está ambientada en una pequeña ciudad industrial de Midlands y critica particularmente el efecto del utilitarismo en la vida de las clases trabajadoras de las ciudades. John Ruskin declaró Tiempos difíciles su obra favorita de Dickens debido a su exploración de cuestiones sociales importantes. Walter Allen caracterizó Tiempos difíciles como una insuperable "crítica de la sociedad industrial".

## Ejemplos notables
Esta es una lista de algunos de los primeros o notables ejemplos; otros pertenecen a la lista principal
- Panchatantra (ca. 200 a. C.) de Vishnu Sarma
- Don Quijote de la Mancha (1605) de Miguel de Cervantes
- El aventurero Simplicíssimus (1668) de Hans Jakob Christoffel von Grimmelshausen
- El progreso del peregrino (1678) de John Bunyan
- Cartas Persas (1721) de Montesquieu
- The History and Adventures of an Atom (1769) deTobias Smollett
- Fábulas y Parábolas (1779) de Ignacy Krasicki
- The Partisan Leader (1836) de Nathaniel Beverley Tucker
- Barnaby Rudge (1841) de Charles Dickens
- Historia de dos ciudades (1859) de Charles Dickens
- The Palliser novels (1864–1879) de Anthony Trollope
- Guerra y paz (1869) de León Tolstói
- Los demonios (1872), de Fyodor Dostoyevsky
- The Gilded Age (1876) de Mark Twain y Charles Dudley Warner
- Democracy: An American Novel (1880) de Henry Adams
- La princesa Casamassima (1886) de Henry James
- Las bostonianas (1886) de Henry James
- Resurrección (1899) de León Tolstói
- NEQUA or The Problem of the Ages (1900) de Jack Adams
- The Old New Land (1902) de Theodor Herzl
- La madre (1906) de Máximo Gorki
- La jungla (1906) de Upton Sinclair
- The Ragged-Trousered Philanthropists (1914) de Robert Tressell
- El proceso (1925) de Franz Kafka
- El castillo (1926) de Franz Kafka
- The Career of Nicodemus Dyzma (1932) de Tadeusz Dołęga-Mostowicz
- Walden dos (1948) de B. F. Skinner
- Verde oscuro, rojo vivo (1950) de Gore Vidal
- La rebelión de Atlas (1957) de Ayn Rand
- The Manchurian Candidate (1959) de Richard Condon
- The Comedians (1966) de Graham Greene
- Pabellón del cáncer (1967) de Aleksandr Solzhenitsyn
- Washington, D.C. (1967) de Gore Vidal
- Burr (1973) de Gore Vidal
- The Chocolate War (1974) de Robert Cormier
- Guerrillas (1975) de V. S. Naipaul
- Ragtime (1975) de E.L. Doctorow
- 1876 (1976) de Gore Vidal
- Vineland (1990) de Thomas Pynchon
- From the Fatherland with Love (2005) de Ryu Murakami
- Occupied (2015); The Little Voice (2016); Money Power Love (2017) de Joss Sheldon

### Ciencia ficción
- Tropas del espacio (1959) de Robert A. Heinlein
- Un mundo feliz (1932) de Aldous Huxley
- Los desposeído (1974) de Ursula K. Le Guin
- La Trilogía marciana (década de 1990) de Kim Stanley Robinson